# Teucrium aragonense
Teucrium aragonense es una especie de planta perteneciente a la familia Lamiaceae.  

## Descripción
Es una planta sufrútice que alcanza un tamaño de (3)5-10(20) cm, erecto, ginodioico. Tallos erecto-ascendentes, finos, grisáceos, verdes o rara vez verde-amarillentos, con pelos adpresos, ramificados, cortos, de ramas entrelazadas más largas que el eje principal, curvas o circinadas. Hojas 7-8 × 1-2 mm; sésiles, lineares, oblongas, oblongo-lanceoladas u ovadas, cuneadas, agudas, crenadas en el tercio apical con 3-5 crenas, u onduladas, planas o de margen revoluto, a veces solo en el tercio apical, las jóvenes 5-6 mm, oblongas, ovadas, enteras, fasciculadas, de erectas a horizontales, con haz verde o verde-amarillenta, con pelos ramificados de ramas largas, curvas o circinadas, o pelos bífidos o trífidos, o con algunos pelos bífidos de ramas curvas o pelos simples adpresos, antrorsos, curvos o circinados, con envés blanquecino con pelos ramificados de ramas largas entrelazadas. Inflorescencia 0,5-0,8(1) × 0,5(0,8) cm, bien diferenciada, en cabezuela terminal, subcorimboide, pauciflora o, rara vez, en racimo contraído, formado por 2(3) verticilastros de cabezuelas de 1 cm con pedúnculos de c. 0,5 cm. Brácteas ovado-triangulares, agudas; bractéolas inferiores triangular-agudas u ovado-triangulares, cuneadas; bractéolas superiores con pecíolo de al menos un tercio de la longitud del limbo, agudo-acuminadas o mucronadas, enteras, glabras o con pelos en la base. Flores hermafroditas o femeninas, con pedicelos de c. 1 mm. Cáliz 4- 5(5,5) mm, tubular-campanulado, irregular 3/2, glabro con nervación reticulada, marcada, glabro en la mitad superior, con pelos ramificados, finos, papilosos, de ramas cortas en la mitad inferior, con pelos dispersos, ramificados, papilosos, cortos, algunos pelos simples cortos, patentes o curvos, en el margen de los dientes, o bien con pelos escasamente ramificados de ramas terminales bífidas, onduladas o circinadas, excepto en la cara externa de los dientes, glabra y con pelos circinados en el margen de los dientes, en el interior con pelos cortos simples antrorsos y glándulas esferoidales; dientes 1,5-2 mm, triangular-ovados o triangular-agudos, los superiores cuspidados, mucronados, los inferiores acuminados, mucronados o casi espinosos, con mucrón de 1-1,5 mm, terminal o lateral, a veces divergente. Corola 4,5-5 mm, unilabiada, color blanco o crema; tubo 2-2,5 mm, recto; lóbulos latero-posteriores c. 1 × 0,7 mm, oblongos, ciliados, de extremos divergentes; lóbulos laterales oblongos-lanceolados, agudos, tan largos como los posteriores; lóbulo central 1,5 × 1,2 mm, espatulado, con garganta corta, oblongo, cóncavo, patente. Núculas 2,1 × 1 mm, subglobosas, reticuladas, a veces con glándulas esferoidales, color castaño.

## Distribución y hábitat
Se encuentra en matorrales y pastos secos, sotobosque de pinares y encinares, en terrenos áridos, en substrato calizo, margoso o yesoso; a una alatitud de 200-1000(1500) metros en la península ibérica y Cerdeña.

## Taxonomía
Teucrium aragonense, fue descrita por Loscos & J.Pardo y publicado en Ser. Inconf. Pl. Aragon. 85. 1863.
Citología
Número de cromosomas de Teucrium aragonense (Fam. Labiatae) y táxones infraespecíficos: 2n=52
Etimología
Teucrium: nombre genérico que deriva del Griego τεύχριον, y luego el Latín teucri, -ae y teucrion, -ii, usado por Plinio el Viejo en Historia naturalis, 26, 35 y  24, 130, para designar el género Teucrium, pero también el Asplenium ceterach, que es un helecho (25, 45). Hay otras interpretaciones que derivan el nombre de Teucri, -ia, -ium, de los troyanos, pues Teucro era hijo del río Escamandro y la ninfa Idaia, y fue el antepasado legendario de los troyanos, por lo que estos últimos a menudo son llamados teucrios. Pero también Teucrium podría referirse a Teûkros, en latín Teucri, o sea Teucro, hijo de Telamón y Hesione y medio-hermano de Ajax, y que lucharon contra Troya durante la guerra del mismo nombre, durante la cual descubrió la planta en el mismo período en que Aquiles, según la leyenda, descubrió la Achillea.
aragonense: epíteto geográfico que alude a su localización en   Aragón.
Sinonimia
- Teucrium laurentii Sennen
- Teucrium polium var. aragonense (Loscos & J.Pardo) O.Bolòs & Vigo
- Teucrium polium subsp. aragonense (Loscos & J.Pardo) Nyman
- Teucrium polium var. integrifolium (Willk.) O.Bolòs & Vigo[7]

## Nombres vernáculos
- Castellano:  poleo macho.[8]